# Dubaï Cultural Sports Club
Maillots
Le Dubaï Cultural Sports Club (en arabe : نادي دبي الثقافي الرياضي), plus couramment abrégé en Dubaï Club, est un ancien club de football émirati fondé en 1996 et disparu en 2017, et basé à Dubaï.
En 2017, le club fusionne avec deux autres clubs dubaïotes, l'Al Shabab Dubaï et l'Al-Ahli Dubaï, pour former le Shabab Al-Ahli Dubaï Club.

## Palmarès
| Compétitions nationales                       |
| --------------------------------------------- |
| - Coupe de la UAEFA (1) : - Vainqueur : 2010. |

## Entraîneurs
- Néstor Clausen
- Marin Ion
- Umberto Barberis
- René Marsiglia
- Chiheb Ellili